# Phí Văn Hải
Phí Văn Hải (18 tháng 2 năm 1932 – 22 tháng 7 năm 2022) là một thiếu tướng của Quân đội Nhân dân Việt Nam, nguyên Phó tư lệnh binh chủng Tăng – Thiết Giáp, Phó tư lệnh quân đoàn 21.

## Quá trình hoạt động
Phí Văn Hải quê quán ở xã Hương Ngải, huyện Thạch Thất, Hà Nội. Ông tham gia phong trao Việt Minh từ tháng 3 năm 1945, đội trưởng Đội Thiếu niên Tiền phong của xã từ tiền khởi nghĩa, tham gia cướp chính quyền xã, huyện, tỉnh. Thoát ly tham gia bộ đội tháng 2-1947, quân số thuộc Trung đoàn 48 (Thăng long) làm chiến sĩ quân báo sau về công tác tại Ban Tham mưu Trung đoàn. Năm 1954 là Đại đội trưởng về tiếp quản thành phố Hải phòng.
Năm 1956 ông được Bộ Tư lệnh chọn vào khung đi đào tạo xây dựng Binh chủng Tăng thiết giáp tại Trung Quốc. Năm 1959 về nước, ông là Tiểu đoàn trưởng trong Binh chủng Tăng thiết giáp, tham gia quá trình huấn luyện đào tạo, xây dựng phát triển lực lượng Binh chủng Tăng thiết giáp của Quân đội Nhân dân Việt Nam.
Năm 1962, Ông đi dự đào tạo nâng cấp kỹ thuật và nhận khí tài mới tại Liên Xô, năm 1964 về nước tham gia xây dựng hệ thống kỹ thuật của Binh chủng xuống đến các đơn vị và các Quân-sư đoàn. Nhận nhiệm vụ Phó tư lệnh phụ trách kỹ thuật của Binh chủng, trực tiếp làm việc với chuyên gia, chuẩn bị mọi điều kiện cho chiến đấu trong các chiến dịch đảm bảo thắng lợi.
Ông qua đời ngày 22 tháng 7 năm 2022 tại Hà Nội.

## Khen thưởng
- Huân chương Lao động hạng Ba;
- Huân chương Quân công hạng Nhì;
- Huân chương Kháng chiến chống Pháp hạng Nhất;
- Huân chương Kháng chiến chống Mỹ, cứu nước hạng Nhất;
- Huy chương Chiến công hạng Nhất, Nhì, Ba;
- Huy chương Chiến sĩ vẻ vang hạng Nhất, Nhì, Ba;
- Huy chương Quân kỳ Quyết thắng;
- Huy hiệu 70 năm tuổi Đảng